# Čaja (affluente della Lena)
La Čaja (in russo Чая?) è un fiume della Russia siberiana orientale,  affluente di destra della Lena. Scorre nella Siberia meridionale, nel Kirenskij rajon dell'Oblast' di Irkutsk e nel Severo-Bajkal'skij rajon della Buriazia.

## Descrizione
Il fiume nasce dai monti dell'Angara Superiore, una catena montuosa nella regione settentrionale del Bajkal, parte dei monti Stanovoj, correndo con direzione mediamente settentrionale in una zona montuosa, senza incontrare centri abitati di rilievo. Il fiume ha una lunghezza di 353 km; l'area del suo bacino è di 11 400 km².
Lungo le rive vi sono foreste di larici, abete rosso, meno spesso cedro siberiano e pino. La valle del fiume non è ampia, paludosa e non abitata. Il fiume è accessibile nel corso inferiore con piccole imbarcazioni ed è ricco di pesce. È frequentato per il rafting sportivo.